# Красивые деревни красиво горят
«Красивые деревни красиво горят» (серб. Лепа села лепо горе / Lepa sela lepo gore) — кинофильм сербского режиссёра Срджана Драгоевича, вышедший на экраны в 1996 году. Сценарий частично основан на документальной повести «Туннель» сербского журналиста Вани Булича.

## Сюжет
События фильма происходят во время войны в Боснии. Группа бойцов Войска Республики Сербской оказалась окружённой противником в тоннеле, по иронии судьбы построенным по приказу Тито во славу «Братства и единства». Воины вспоминают мирную жизнь и детство. Не всем суждено выжить, но война отложила отпечаток на сознание выживших. Через весь фильм проходит история двух героев, «мусульманина и серба», друживших с самого детства, и которых разделила война.
«Красивые деревни красиво горят» имеет непоследовательную структуру повествования. Один из героев, Милан, находится в госпитале после ранения. Фильм состоит из флэшбеков, в которых события войны смешиваются с воспоминаниями о детстве и юности из 1970-х и 1980-х. Объединяющим эпизодом служит стычка двух отрядов, боснийского и сербского, в недостроенном туннеле.

## История создания
Сюжет фильма был вдохновлён статьей сербского журналиста Вани Булича о туннеле, который был заложен в период правления Броза Тито и должен был соединить части страны, разделённые горным хребтом. Однако строительство так и не было законченно. После выхода фильма Булич расширил статью до документальной повести, которая была выпущена отдельной книгой.
Бюджет фильма составил ~2 млн $. Съемки фильма с рабочим названием «Туннель» начались 19 апреля 1995 года. Большинство сцен были сняты в Вишеграде и окрестностях, а также в местах, которые ещё недавно были полями сражений. В июле 1995 года, после 85 съемочных дней, производство остановили из-за нехватки средств. Фильм был закончен к началу 1996 года. По словам Драгоевича, название фильма — это перефразированная строка из романа Луи-Фердинанда Селина «Путешествие на край ночи», оказавшего на него сильное влияние.

## В ролях
| Актёр              | Роль              |
| ------------------ | ----------------- |
| Драган Бьелогрлич  | Милан             |
| Адмир Шехович      | Милан-ребёнок     |
| Никола Пеякович    | Халил             |
| Милош Джуричич     | Халил-ребёнок     |
| Никола Койо        | Веля              |
| Велимир Живоинович | Гвозден           |
| Зорaн Цвиянович    | «Спиди»           |
| Драган Максимович  | Петар «Профессор» |
| Милорад Мандич     | «Вилка»           |
| Драган Петрович    | Лаза              |
| Лиза Монкю         | журналистка Лиза  |
| Марко Ковижанич    | Марко             |
| Барри Шабака Хенли | Рэй Тёрмен        |
| Петар Божович      | Слободан «Слоба»  |
| Рената Улмански    | мать Милана       |
| Вера Дедович       | учительница       |
| Драган Зарич       | Назим             |

## Критика
Восприятие и отражение реальности через искажающую оптику юмора в нарративах о войне, возможно, было единственно возможным в годы, когда раны, нанесенные трагедией не только не зажили, но все еще продолжали множиться. Признание же данных картин (Прим. — «Красивые деревни красиво горят» и «Андеграунд») международным киносообществом говорит о восприятии постюгославского конфликта извне с позиции абсурдности происходящего.
Фильм был хорошо принят, как зрителями, так и кинокритиками, удостоился множества кинонаград и завоевал Драгоевичу признание за рубежом. Известный американский кинокритик Эммануэль Леви начал свою рецензию со следующих оценок: 
Более острый в чёрном юморе, чем M·A·S·H, политически более смелый, чем любой фильм Стэнли Кубрика, новый югославский фильм «Красивые деревни красиво горят» является одним из самых смелых антивоенных заявлений, когда-либо сделанных на большом экране.

## Награды
| Премия                                                      | Год  | Категория                  | Итог      |
| ----------------------------------------------------------- | ---- | -------------------------- | --------- |
| МКФ в Стокгольме                                            | 1996 | Бронзовый конь             | Награда   |
| МКФ в Сан-Паулу                                             | 1996 | Приз жюри                  | Награда   |
| МКФ в Салониках                                             | 1996 | Приз зрительских симпатий  | Награда   |
| МКФ в Салониках                                             | 1996 | «Золотой Александр»        | Номинация |
| МКФ в Форт-Лодердейле                                       | 1996 | За выдающееся произведение | Награда   |
| Европейский фестиваль дебютантов кино в Анже                | 1997 | Приз жюри                  | Награда   |
| Европейский фестиваль дебютантов кино в Анже                | 1997 | Приз «Telcipro»            | Награда   |
| Международный кинофорум православного кино «Золотой Витязь» | 1997 | Гран-при «Золотой витязь»  | Награда   |